# Station Lutzelhouse
Station Lutzelhouse, ook wel Station Muhlbach-sur-Bruche-Lutzelhouse genoemd, is een spoorwegstation op de grens van de Franse gemeenten Muhlbach-sur-Bruche en Lutzelhouse.